# Santa Teresinha (Bahia)
Santa Teresinha is een gemeente in de Braziliaanse deelstaat Bahia. De gemeente telt 10.546 inwoners (schatting 2009).